# 灘站

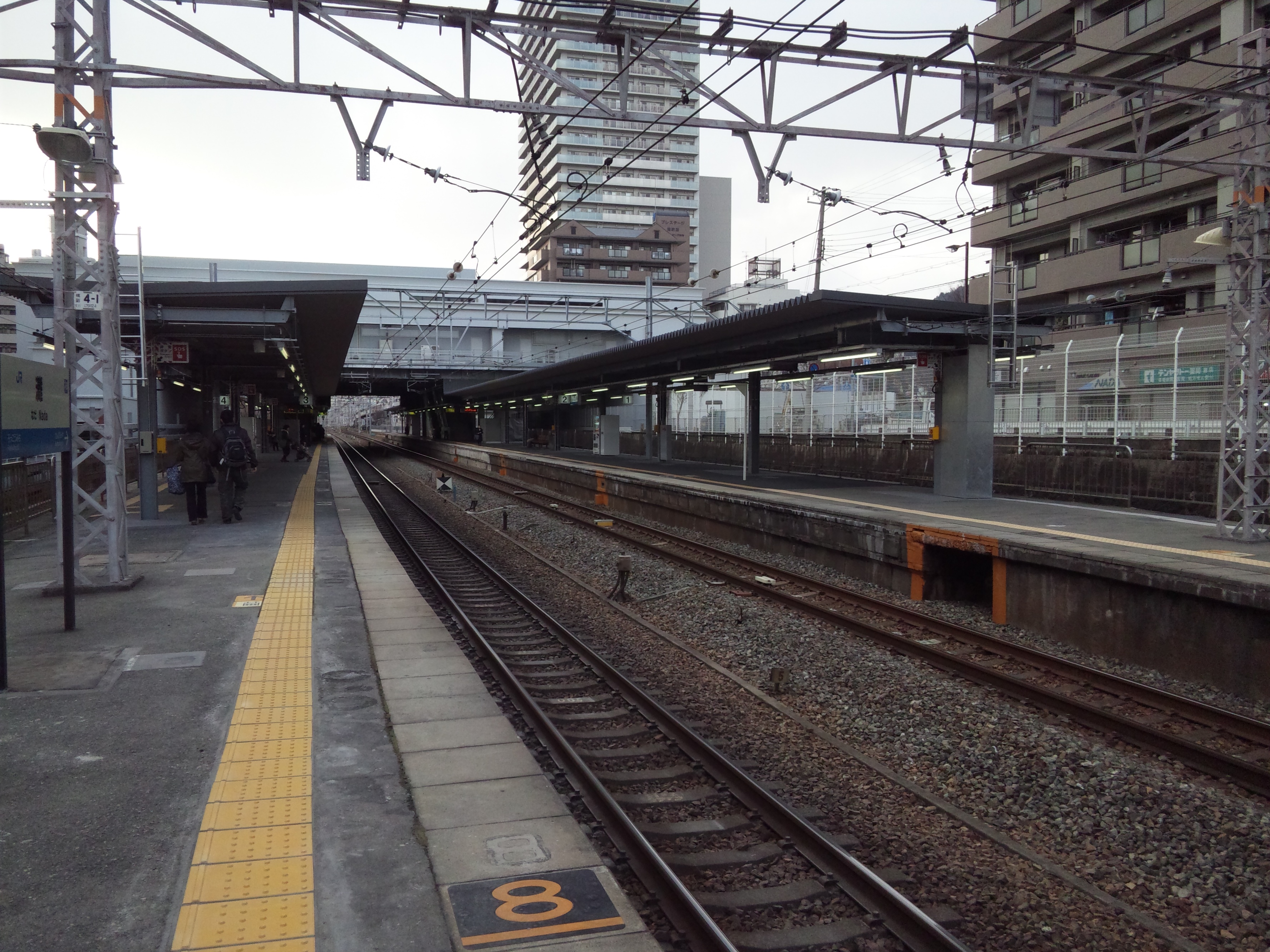
灘站月台
2011年1月27日

灘站（日语：／ Nada eki */?）是位於兵庫縣神戶市灘區岩屋北町，屬於西日本旅客鐵道（JR西日本）東海道本線（JR神戶線）的車站。車站編號為JR-A60。

## 歷史

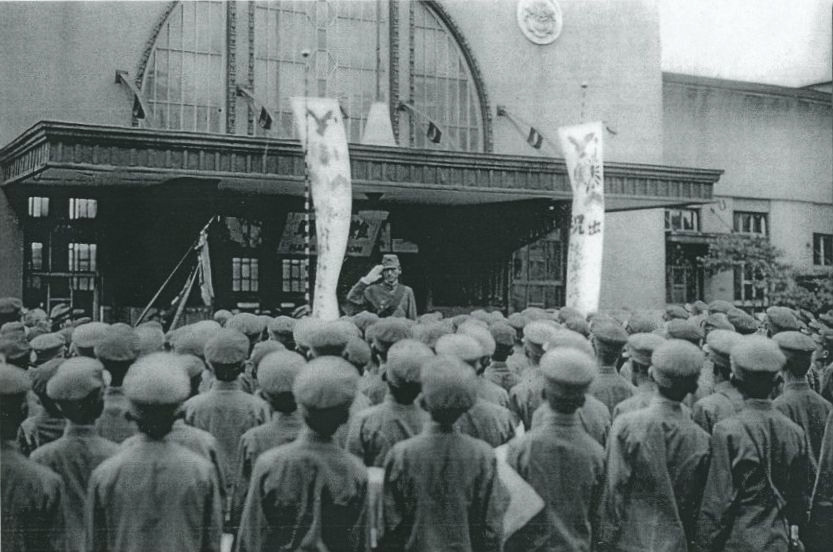
1942年(昭和17年)，於灘站出征的場面。圖中學生為神戶一中(現時為兵庫縣立神戶高等學校。

- 1917年（大正6年）12月1日 - 國有鐵道東海道本線灘站（第一代）至三之宮站之間開業（只有旅客服務）。同時，第一代「灘站」改名為東灘站。
- 1987年（昭和62年）4月1日 - 伴隨國鐵分割民營化，車站由西日本旅客鐵道（JR西日本）營運。
- 1988年（昭和63年）3月13日 - 制定路線別名「JR京都線」。
- 1995年（平成7年）
  - 1月17日 - 發生阪神大地震，此站暫停營業。
  - 2月20日 - 此站至神戶站之間重開。
  - 4月1日 - 住吉站至灘站之間重開。同日，JR神戶線全線重新營運。
- 1997年（平成9年）2月16日 - 引入JR神戶線標準進站音樂「細波」。
- 2002年（平成14年）7月29日 - 引入JR京都・神戶線運行管理系統（日语：アーバンネットワーク運行管理システム#JR京都・神戸線システム）。
- 2003年（平成15年）11月1日 - 此站可以使用IC卡ICOCA[1]。
- 2006年（平成18年）11月 - 車站重建工程開始。
- 2007年（平成19年）3月18日 - 更新車站自動廣播（日语：駅自動放送）。
- 2009年（平成21年）9月23日 - 跨站式站房上的升降機、電梯與多功能廁所開始使用。
- 2012年（平成24年）3月19日 - 折返設備開始使用。
- 2015年（平成27年）3月12日 - 進站警告聲停止使用，進站音樂JR神戶線標準「細波」的音質變更[2]。
- 2018年（平成30年）3月17日 - 引入車站編號並開始使用[3]。

## 車站構造
車站為一座地面車站，設有2面4線的島式月台，月台可容納8卡車廂。此站曾經設有地面車站大樓，在2009年9月23日重建為跨站式站房，設有1處閘口。
此站位於JR特定都區市內制度中，「神戶市內」的車站。在都市網絡範圍內的車站。此站可使用ICOCA與互相使用的IC卡。此站為直營車站，由三之宮站管理。
在發生運輸障礙時，列車會在此站折返。此站新設了列車折返設備，此站在三之宮一方內側的上下線設有2條渡線。在2012年3月19日開始使用。在定期運用方面，毎日早上設有1班不載客列車從西明石站→此站（折返）→神戶站之間行走。車站設有轉轍器和絶對信號機，被定義為停留所。。下行2至4號月台設有出發信號機，上行在進入此站前設有場內信號機（連動站）。但是，上行1、2號月台沒有出發信號機，而是鄰站摩耶站的站內信號機。

### 月台配置
| 月台 | 路線     | 方向 | 軌道   | 目的地                             |
| ---- | -------- | ---- | ------ | ---------------------------------- |
| 1    | JR神戶線 | 上行 | 外側線 | （只供通過列車使用，設有柵欄圍封） |
| 2    | JR神戶線 | 上行 | 內側線 | 尼崎、大阪、北新地方向             |
| 3    | JR神戶線 | 下行 | 內側線 | 三之宮、姬路方向                   |
| 4    | JR神戶線 | 下行 | 外側線 | （只供通過列車使用，設有柵欄圍封） |

- 以上的路線名是使用旅客資訊上的名稱（別名、愛稱）。

### 時間表
在日間時段中，每小時設有8班列車。在早上繁忙時段會較多班次。

### 跨站式站房
舊車站大樓已經古老，而且沒有升降機與多功能廁所等無障礙設備。另一方面，近年HAT神戶的地區人口增加，在經過居民簽名運動後，車站大樓的重建工程便開始。
在工程開始之際，當地居民表示希望在此站經歷第二次世界大戰、阪神大地震，在舊車站大樓中「應保留珍貴的歷史價值」。為了增加車站設施需進行大型重建工程，在工程開始時把舊車站大樓拆毀，並設置臨時車站大樓繼續營業。另外，新車站大樓的北面牆身設計融合了舊車站大樓的主題，大樓外部幾乎遵循舊車站大樓的比例，留下了當年的樣貌。此外，內部天花板很高。
新車站大樓（跨站式站房）中設有1處閘口，另設24小時南北公眾通道。在閘外南北各設有1台升降機。在閘內至各月台之間設有升降機與電梯。閘內也設有男女廁所與多功能廁所，以對應無障礙設施。車站內的自動閘機與自動補票機為新型機器（在JR西日本都市網絡內，在2008年以降的新站開始設置，另外也於岡山、廣島區域設置）。
工程分二期進行。第一期工程於2009年秋天完結，當時閘口與新車站大樓開始使用，舊臨車站大樓與跨線橋關閉。公眾通道於2009年9月22日正午起開始使用，閘內設施於9月23日首班車起開始使用，部分餐廳於10月26日開始營業。第二期工程，包括臨時車站大樓、跨線橋撤走，月台上蓋改善，商店、部分公眾通道（東邊的樓梯與電梯），便利店、餐廳、洗衣店、銀行ATM於2010年12月20日開始使用或開業。公眾通道東邊的樓梯與電梯於2011年3月26日開始使用。西南邊的JR灘站大廈落成，在第1階設有藥店（cocokara fine）等，第2至4層為醫院。南邊現在已經設置了電梯。

## 使用情況
根據《兵庫縣統計書》和《數據中看見JR西日本》，在2018年（平成30年）度1日平均上車人次為21,425人，在JR西日本車站中排名第50位。
在摩耶站啟用前的前年為第39位，因此隨著該站啟用，部分乘客轉往該站。
根據《神戶市統計書》（神戶市企劃調整局綜合計劃課編寫）和《兵庫縣統計書》，以下為近年1日平均上車人次：
| 年度               | 1日平均上車人次 | 1日平均上車人次 |
| 年度               | 總數            | 定期            |
| ------------------ | --------------- | --------------- |
| 1995年（平成07年） | 21,685          | 15,519          |
| 1996年（平成08年） | 20,599          | 15,072          |
| 1997年（平成09年） | 19,980          | 14,716          |
| 1998年（平成10年） | 19,854          | 14,163          |
| 1999年（平成11年） | 19,246          | 13,443          |
| 2000年（平成12年） | 19,249          | 13,189          |
| 2001年（平成13年） | 18,939          | 12,821          |
| 2002年（平成14年） | 19,145          | 12,760          |
| 2003年（平成15年） | 19,646          | 12,954          |
| 2004年（平成16年） | 20,851          | 13,867          |
| 2005年（平成17年） | 21,447          | 13,832          |
| 2006年（平成18年） | 21,789          | 14,180          |
| 2007年（平成19年） | 22,329          | 14,507          |
| 2008年（平成20年） | 22,047          | 14,452          |
| 2009年（平成21年） | 22,084          | 14,242          |
| 2010年（平成22年） | 22,056          | 14,246          |
| 2011年（平成23年） | 22,279          | 14,249          |
| 2012年（平成24年） | 22,619          | 14,314          |
| 2013年（平成25年） | 23,635          | 15,125          |
| 2014年（平成26年） | 23,855          | 15,328          |
| 2015年（平成27年） | 24,217          | 15,458          |
| 2016年（平成28年） | 22,417          | 14,321          |
| 2017年（平成29年） | 22,107          | 13,867          |
| 2018年（平成30年） | 21,425          |                 |

## 車站周邊
阪神本線岩屋站的直線距離以南約200米。阪急神戶線王子公園站的直線距離以北約600米。
- 的士站（站北出口、站南出口）
- 神戶市立王子動物園
- 神戶文學館
- 王子體育館（日语：神戸市王子スタジアム）
- BB廣場
  - BB廣場美術館（日语：BBプラザ美術館）
- HAT神戶（日语：HAT神戸）
  - 兵库县立美术馆
  - 人與防災未來中心（日语：人と防災未来センター）
  - WHO健康開發綜合研究中心
- 青陽東護士學校（此地前身是軌道維修基地）
- 神戶市立葺合高等學校（日语：神戸市立葺合高等学校）
- 神戶市立科學技術高等學校（日语：神戸市立科学技術高等学校）
- 神戶市立神戶工科高等學校（日语：神戸市立神戸工科高等学校）
- 神鋼醫院（日语：神鋼病院）
- 神戶製鋼所本社
  - 南出口與阪神岩屋站之間設有舊JR貨物支線（神戶臨港線（日语：神戸臨港線））遺址。部分轉為行人路（在2009年10月26日早上11時開通）。
- gourmet city（日语：グルメシティ）（Daiei（日语：ダイエー））

## 巴士路線
JR灘巴士站（站南邊）
- 神戶市巴士 100系統（日语：神戸市バス石屋川営業所#100系統） 經日赤醫院（日语：神戸赤十字病院）前 HAT灘之濱方向／經櫻口（灘區政廳前） JR六甲道方向
- 港觀光巴士（日语：みなと観光バス (神戸市)） 摩耶View Line坂巴士（日语：みなと観光バス (神戸市)#まやビューライン坂バス） 水道筋、摩耶纜車（日语：摩耶ケーブル）下方向[8]

阪神岩屋巴士站（站南邊）
- 南北方向（阪神岩屋） 100系統 
  - 南行 經日赤醫院前 往HAT灘之濱
  - 北行 經櫻口（灘區政廳前）往JR六甲道
- 東西方向（阪神岩屋站前） 摩耶View Line坂巴士
  - 水道筋、摩耶纜車下方向

JR灘北口巴士站（站北邊）、城内通公園巴士站（站東北邊）
- 102系統（日语：神戸市バス魚崎営業所#102系統） 摩耶纜車下方向／JR六甲道方向

市巴士 灘北通巴士站、港觀光 城内通4・城内通3巴士站（站東北）
- 100系統 
  - 南行 經日赤醫院前 往HAT灘之濱
  - 北行 經櫻口（灘區政廳前） 往JR六甲道
- 摩耶View Line坂巴士
  - 南行（城内通3） 經岩屋北町2、阪神岩屋、JR灘 往水道筋・摩耶纜車下
  - 北行（城内通4） 水道筋、摩耶纜車下方向

## 相片集

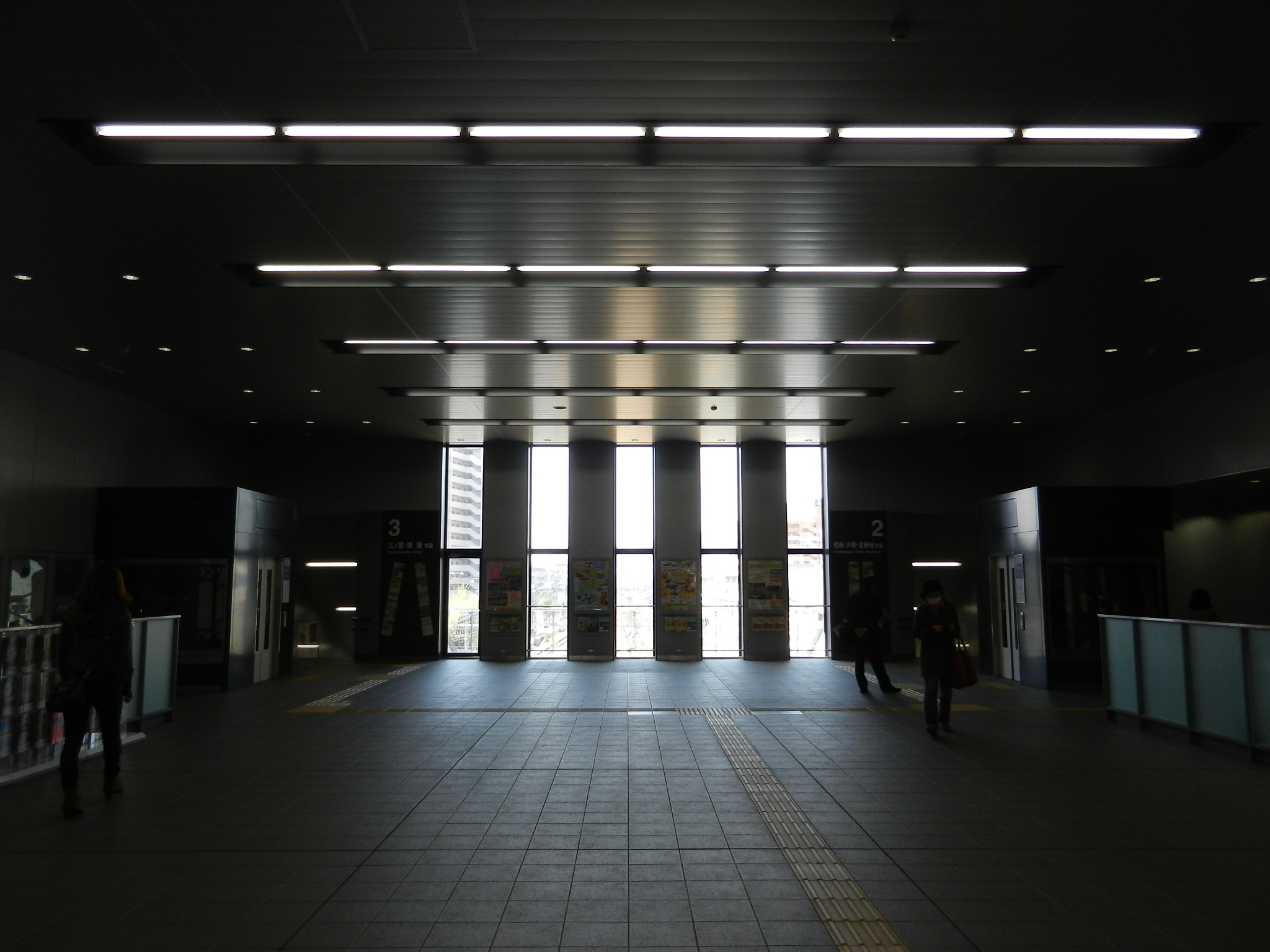
大堂
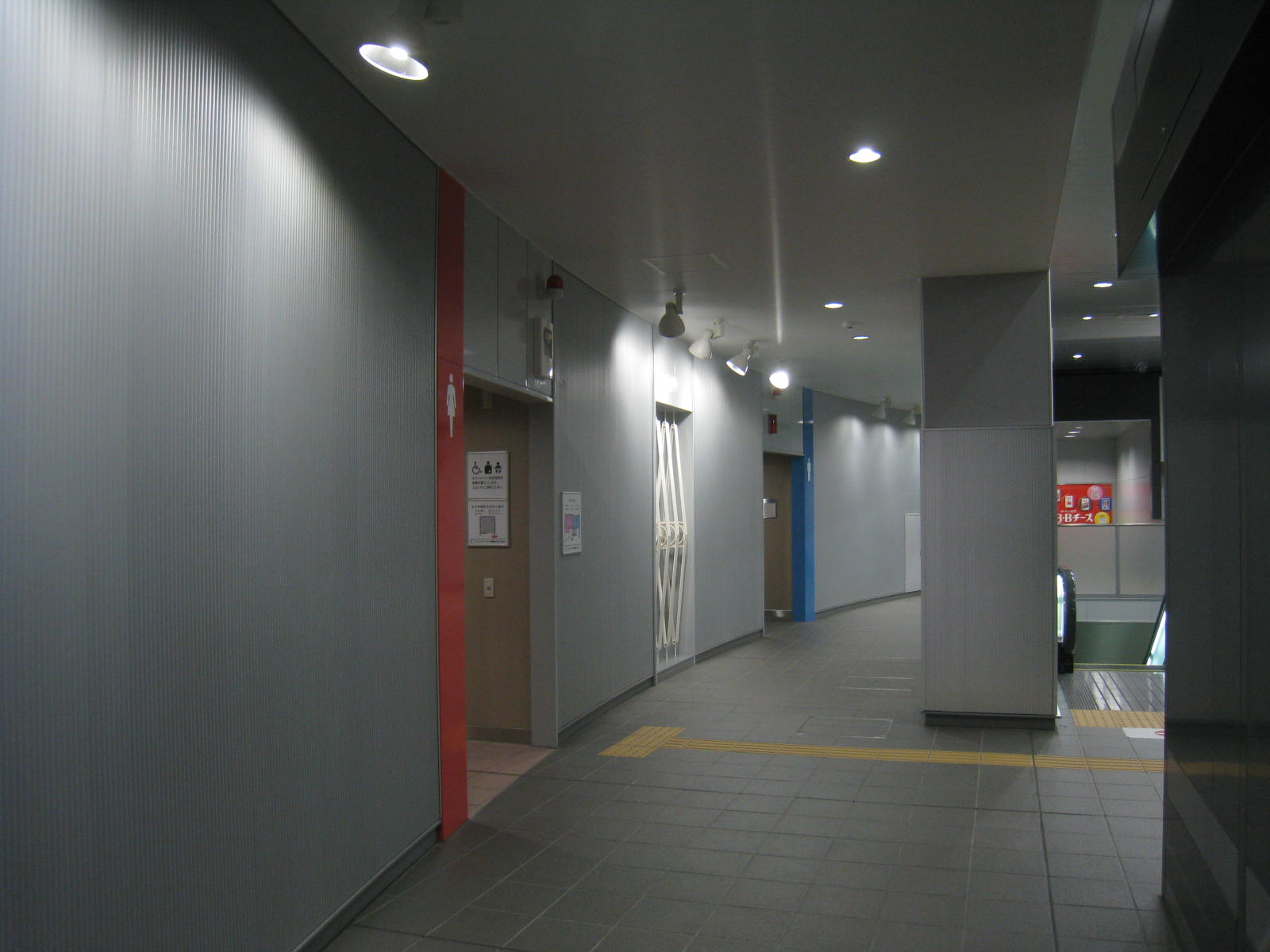
廁所
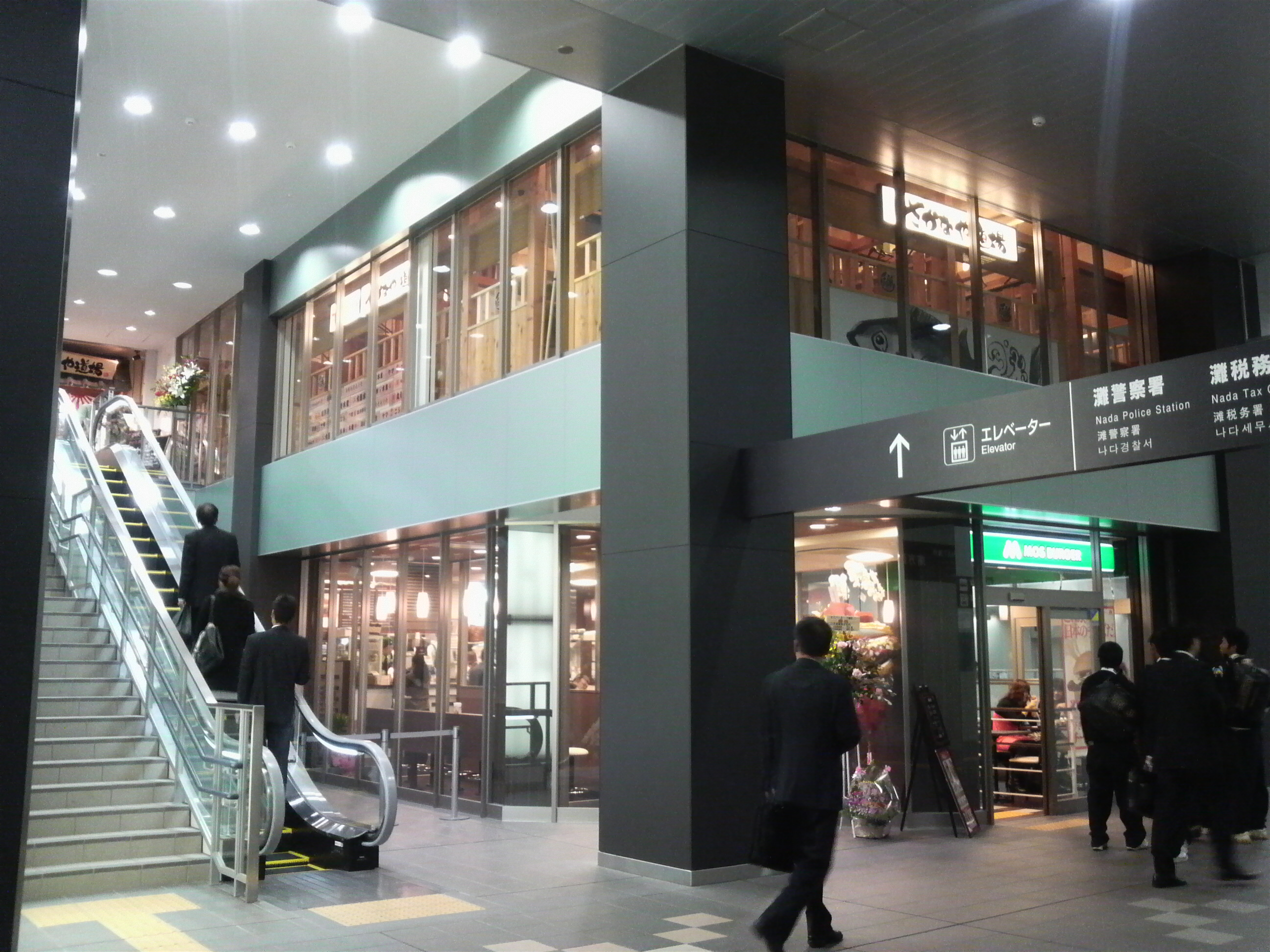
站內的餐廳與商店
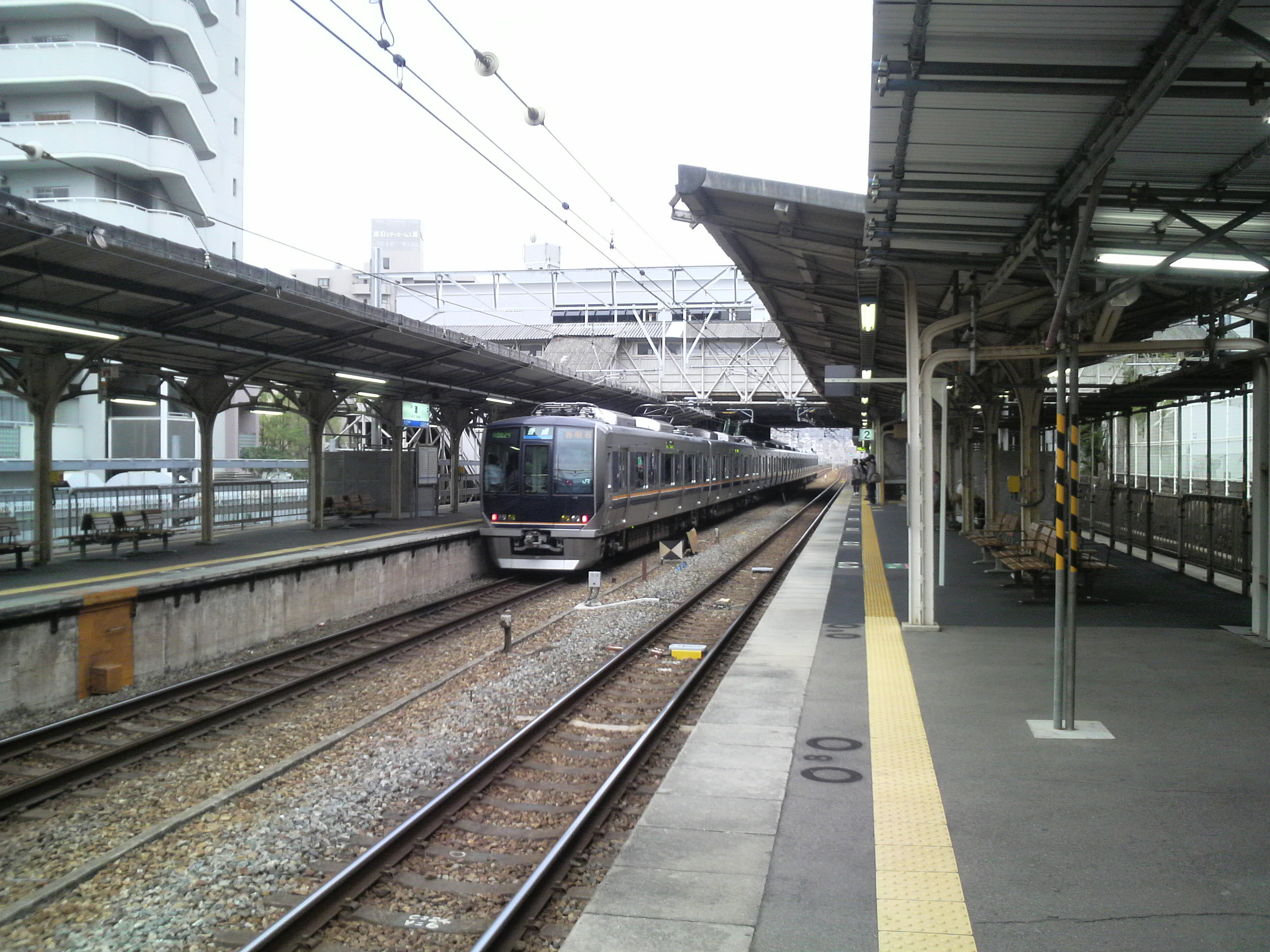
月台（跨線橋撤走前）
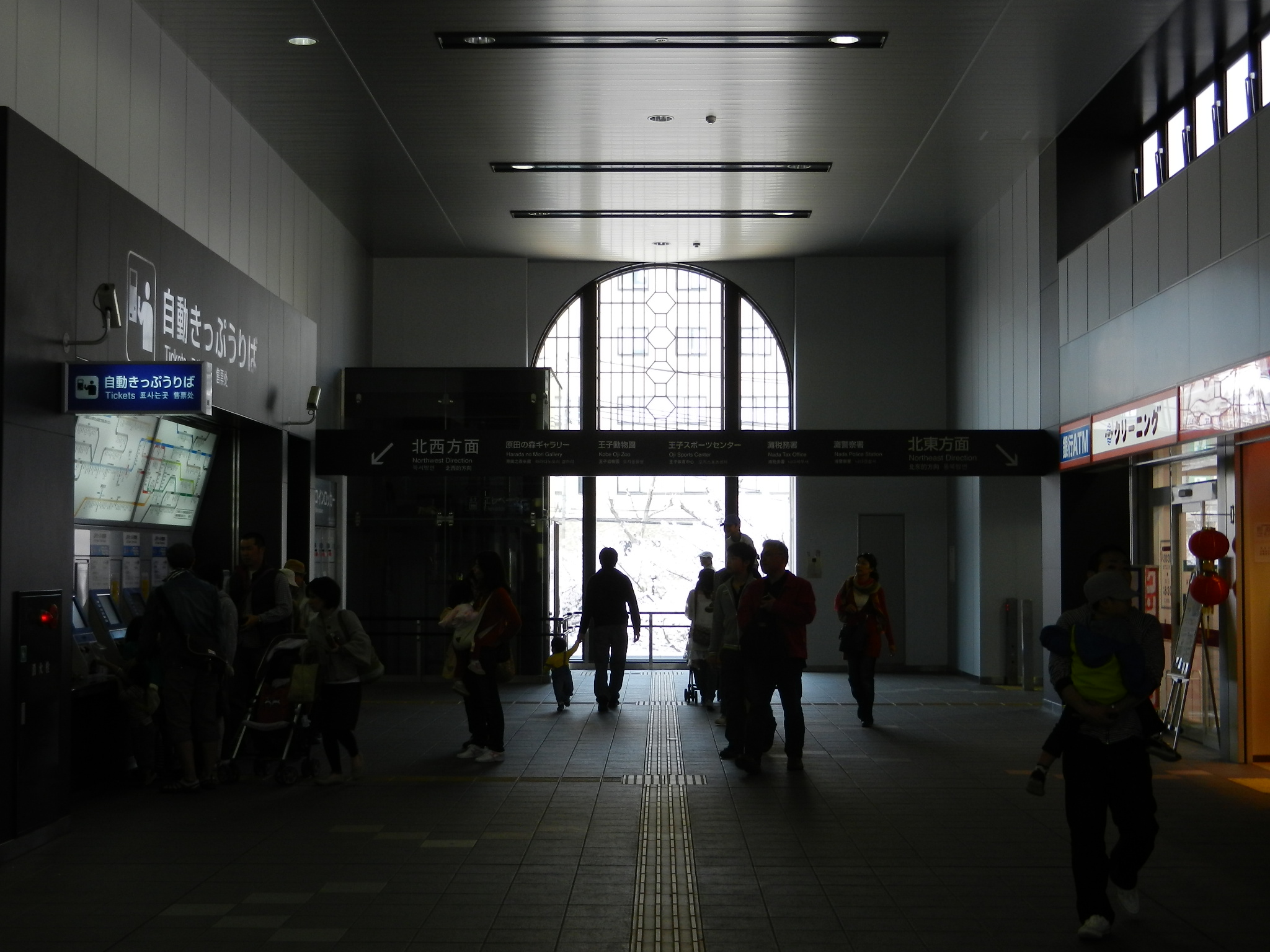
公眾通道（北出口）
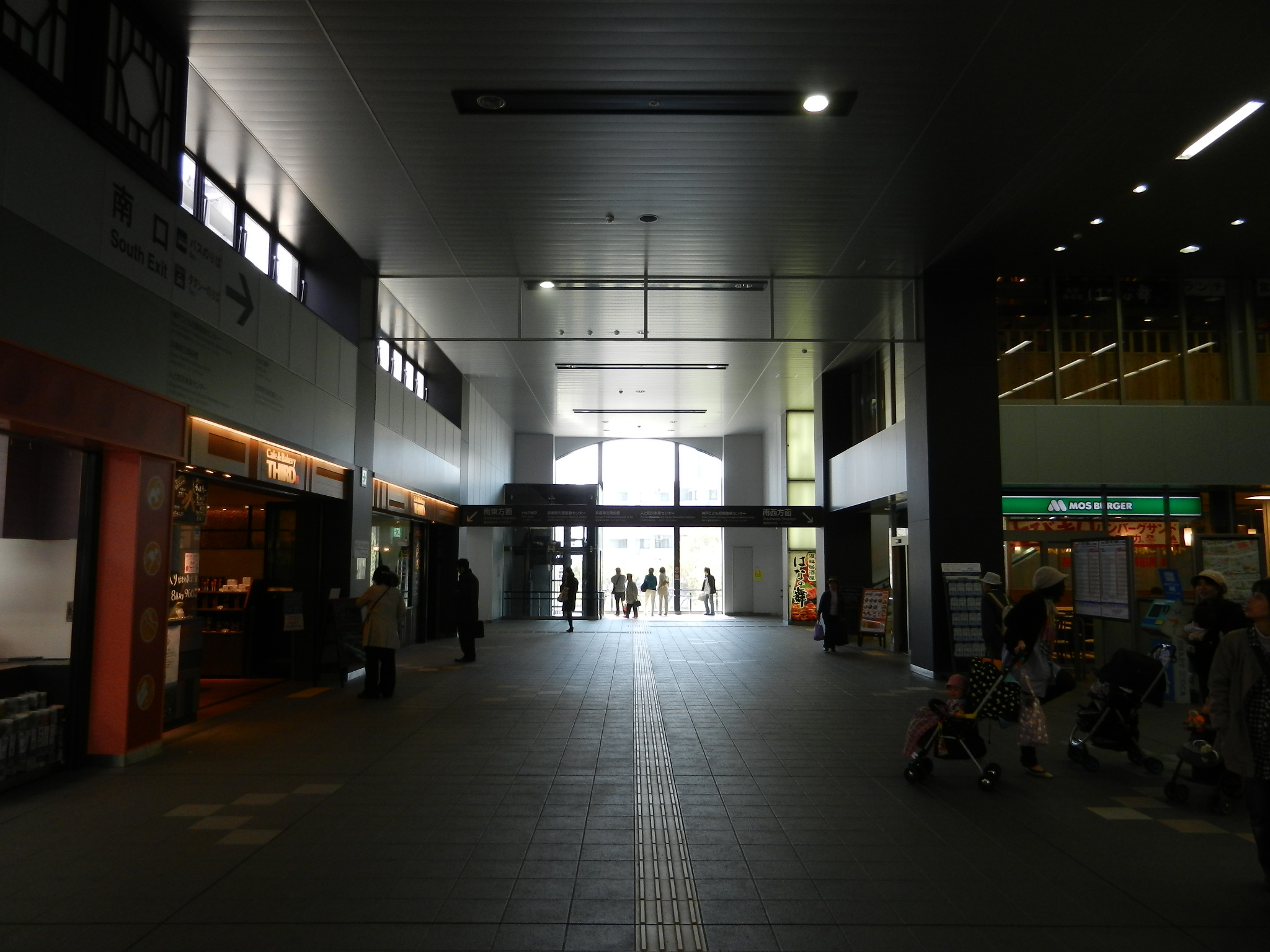
公眾通道（南出口）
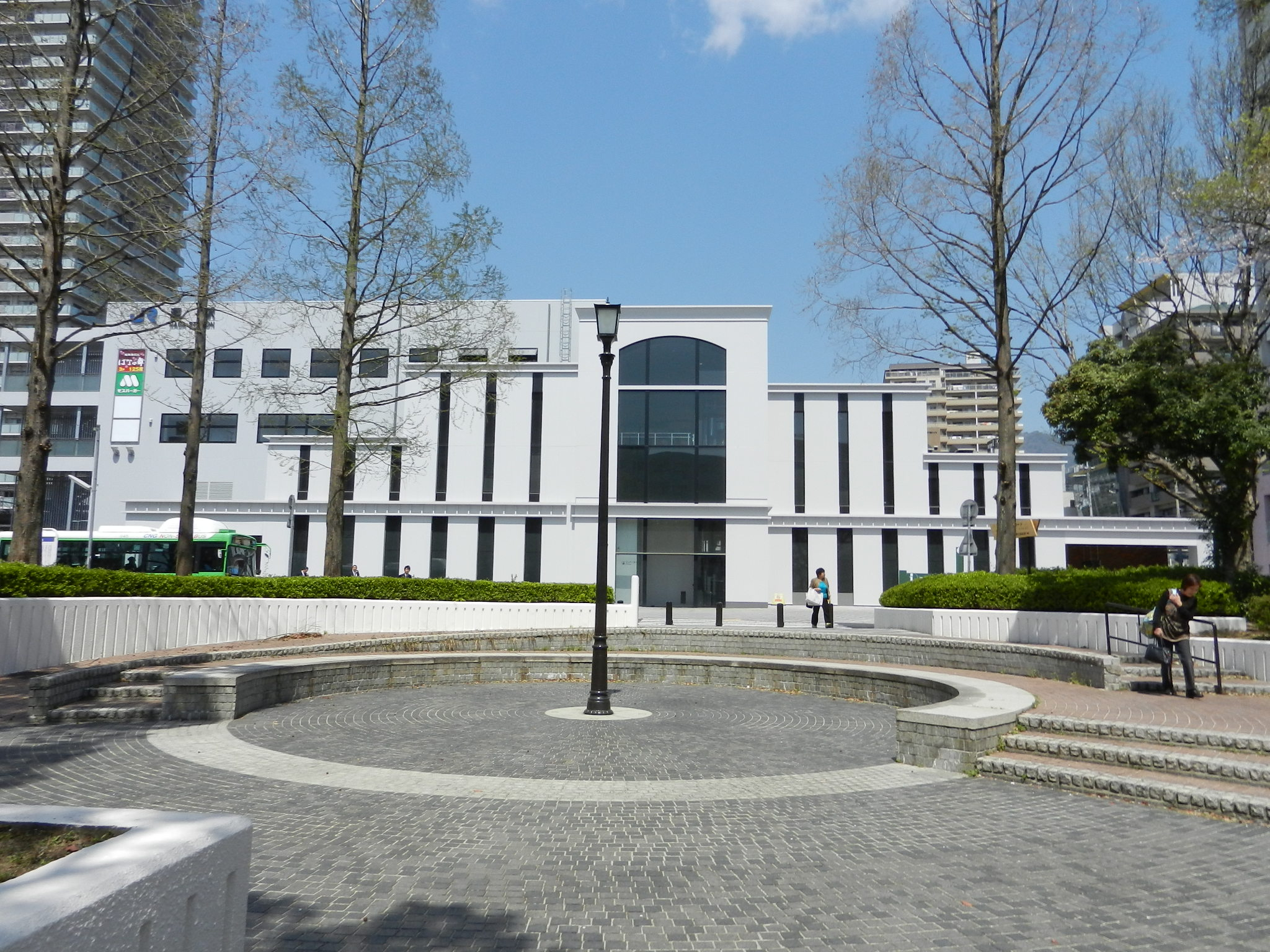
南出口
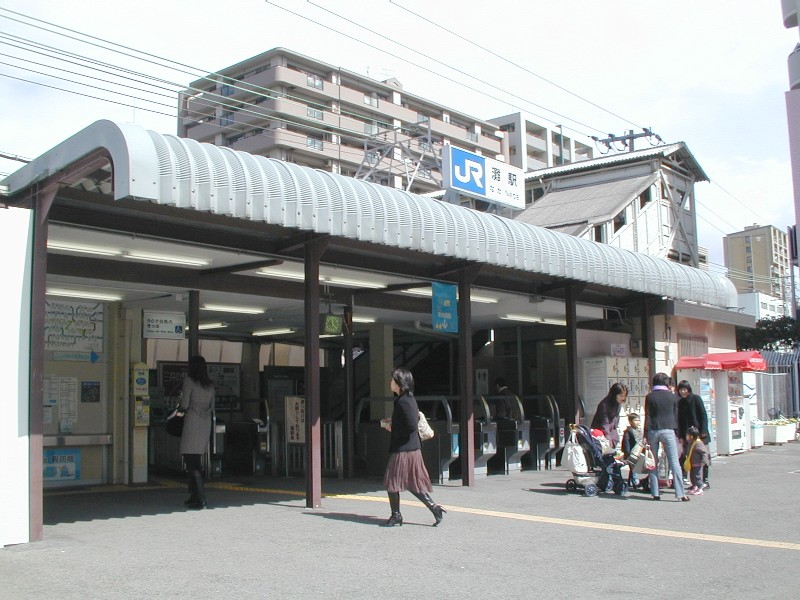
灘站舊車站大樓南出口

## 相鄰車站
西日本旅客鐵道
 JR神戶線（東海道本線）
■新快速、■快速
通過
■普通（包括直通至JR東西線、學研都市線內的區間快速列車）
摩耶（JR-A59）－灘（JR-A60）－三之宮（JR-A61）

## 外部連結
- 灘｜車站資訊：JR出門網 - 西日本旅客鐵道
- JR神戶線 灘站跨站式站房開始營業（截至2009年7月25日，擷取自互聯網檔案館）